# توماس ویلسون براون
توماس ویلسون براون (انگلیسی: Thomas Wilson Brown؛ زادهٔ ۲۷ دسامبر ۱۹۷۲) یک هنرپیشه، و بازیگر سینما اهل ایالات متحده آمریکا است.

## گزیده فیلمشناسی
از فیلم‌ها یا برنامه‌های تلویزیونی که وی در آن نقش داشته‌است می‌توان به آثار زیر اشاره کرد.
- سیلورادو (فیلم) (۱۹۸۵)
- خانه ما (مجموعه تلویزیونی ۱۹۸۶)
- عزیزم، بچه‌ها را کوچک کردم
- به خانه خوش آمدید
- دیگزتاون